# クレムリン
クレムリン（露：Кремль、Kreml'）は、ロシア連邦の首都、モスクワ市の中心を流れるモスクワ川沿いにある旧ロシア帝国の宮殿。「Kremlin」は、英語やフランス語などでの表記。
ソビエト連邦時代にはソ連共産党の中枢が設置されたことから、ソ連共産党の別名としても用いられた。
現在もロシア連邦の大統領府や大統領官邸が設置されているため、ロシア政府の代名詞として用いられる。正面には、赤の広場がある。
ロシア語では「クレムリ」となり、「城塞」を意味する。中世ロシアにおいて、多くの都市は中心部にクレムリンを備えていた。モスクワの他、ノヴゴロド、ニジニ・ノヴゴロド、カザン、アストラハンにあるものが有名である。しかしながら、日本語において単に「クレムリン」と言った場合は、モスクワにある宮殿を指すことが多い。モスクワのクレムリンはそれらのなかでも最も有名かつ壮大なもので、城壁の総延長は2.25kmある。20の城門を備え、内部には様々な時代の様式による宮殿や大聖堂（寺院）が林立している。

## 歴史

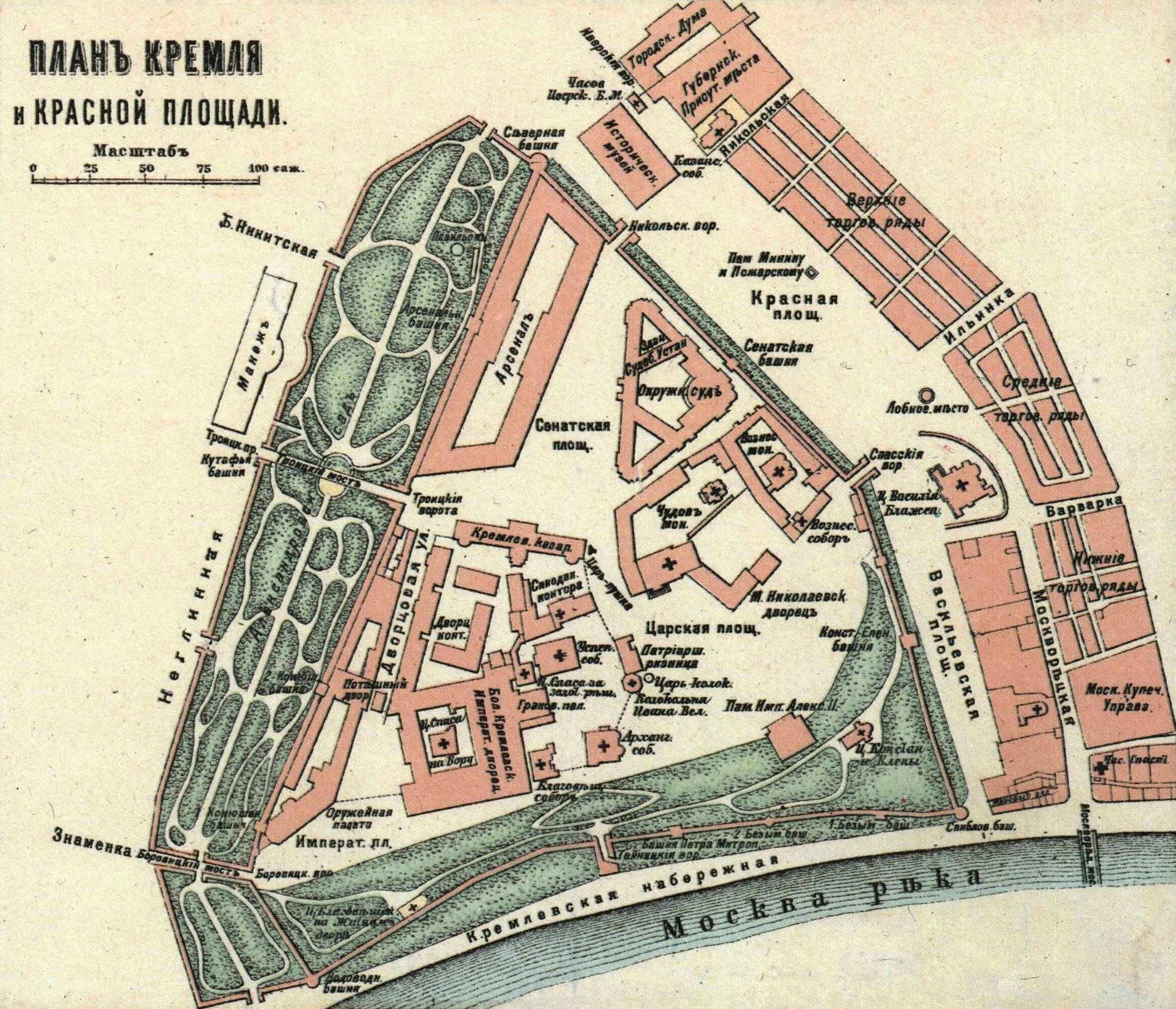
1917年クレムリン図

モスクワのクレムリンの原型となる城塞は12世紀に築かれたと考えられている。クレムリンが築かれた場所はモスクワ川とネグリンナヤ川（現在は地下河川となっている）の合流点に面した河岸段丘に建つ、天然の要害であった。1366年、第4代モスクワ大公ドミトリイ・ドンスコイにより、石造りの城塞として再建された。

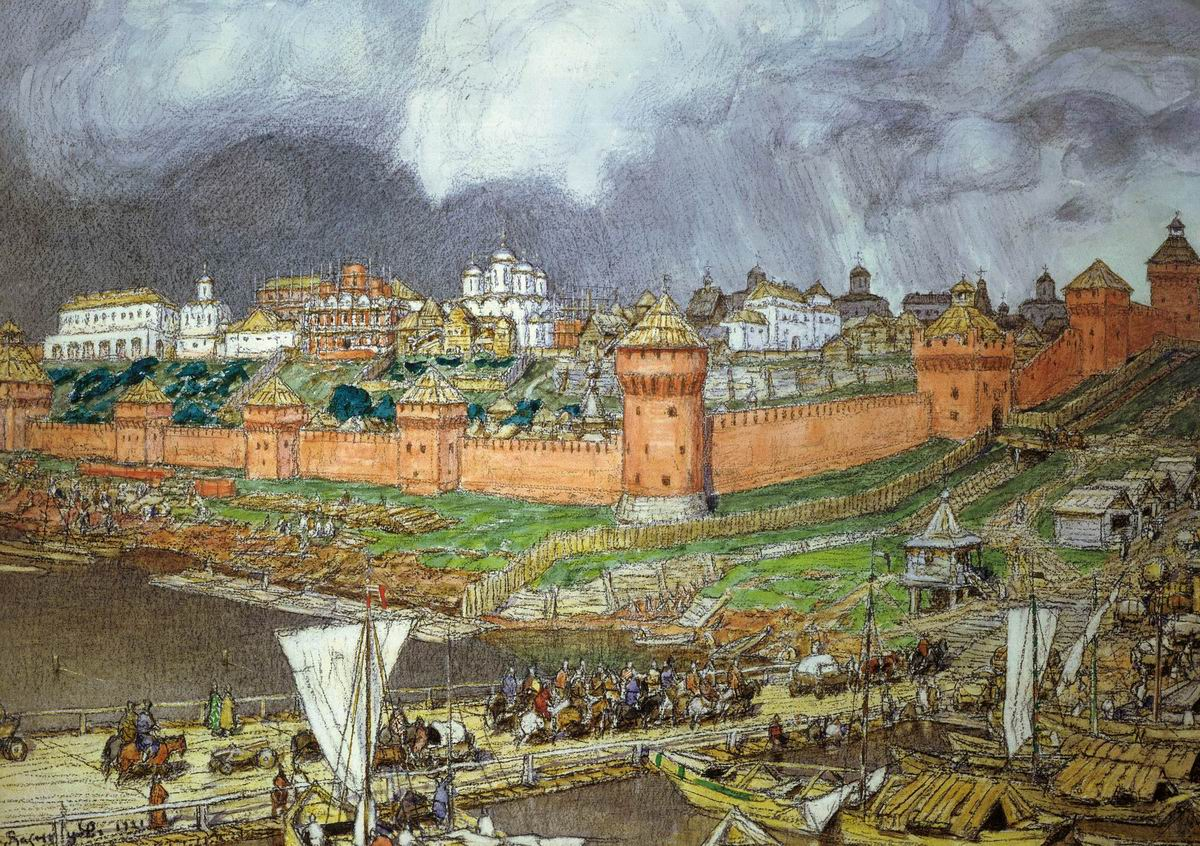
イヴァン3世時代のモスクワ・クレムリン、アポリナリー・ヴァスネツォフ

15世紀後半、イヴァン3世（イヴァン大帝）の治世に、ロドルフォ･ディ･フィオラバンディやマルコ･ルフィーらイタリア人建築家により、進んだ築城術が導入され、ルネサンス風に全面改築がなされた。この時期には、代々のツァーリ（ロシア皇帝）が戴冠式を行うことで知られるウスペンスキー大聖堂（1479年再建）、ブラゴヴェシチェンスキー大聖堂（1489年建立）、ツァーリの納骨堂のあるアルハンゲリスキー聖堂（1508年建立）の三大聖堂や、イヴァン大帝の鐘楼（1508年建立）が建立され、現在とほぼ同じ外観を持つに至った。
17世紀には城門にゴシック風の塔が加えられ、娯楽宮、モスクワ総司教館が新築された。しかし、1712年にピョートル1世がサンクトペテルブルクに遷都すると、クレムリンの増改築は停滞した。
1812年、ナポレオン・ボナパルトによるモスクワ占領の際にはクレムリンの一部が破壊されたが、その後修復された。さらに、コンスタンチン・トーンらによって大クレムリン大宮殿（1849年建立）や武器宮殿（1851年建立）が新たに造られた。
1917年のロシア革命以降はソビエト政府の中心となった。なお、モスクワ放送では、宮殿で鳴らされる鐘の音を流していた。

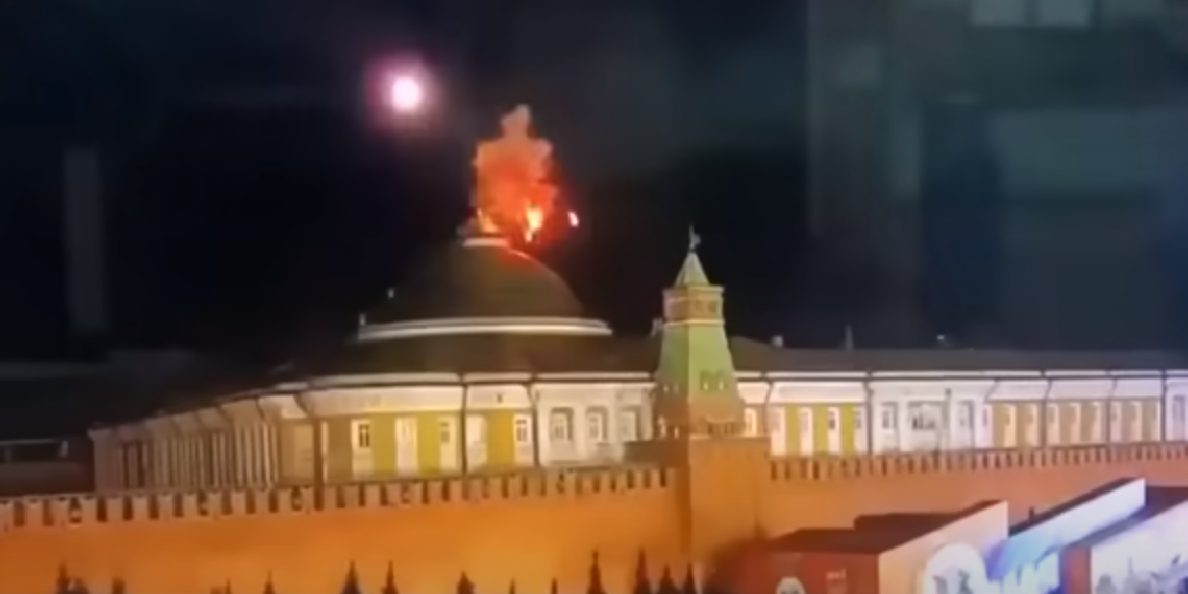
2023年クレムリンドローン攻撃は、ウクライナ軍によって攻撃されたと考えられているが、現在に至るまで犯人は不明。

2023年5月3日、ウラジーミル・プーチン大統領の暗殺を狙った攻撃型のドローンがクレムリンに侵入。ロシア軍のレーダーにより撃墜されたものの、一部のクレムリンの屋根が炎上した。
その後、ロシア政府はウクライナ軍の攻撃と断定したものの、ウクライナ側は関与を否定した。
2022年2月24日以降、ロシアはウクライナに軍事侵攻を行っており、侵攻後、ロシアは各地で謎の火災や攻撃が頻繁していた。クレムリン攻撃前日にもロシア領内が攻撃される事件が頻発していた。

## 建築物

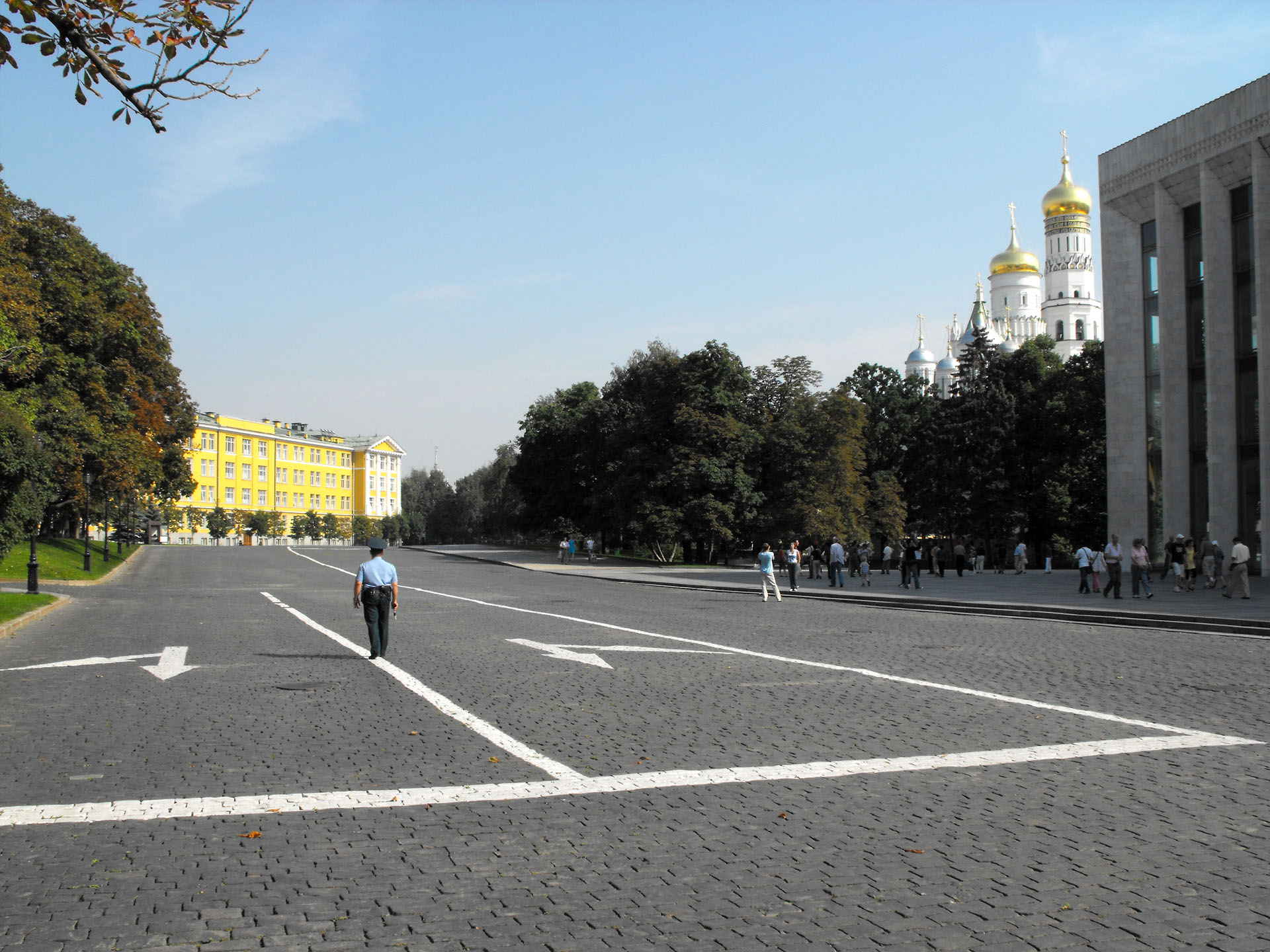
クレムリン遠景

モスクワのクレムリンは、南をモスクワ川、北東を赤の広場、北西をアレクサンドロフスキー公園によって囲まれたほぼ三角形の形をしている。総面積は約26ヘクタール。城壁に囲まれた構内には、大小新旧様々の宮殿（パラーダ）、聖堂建築、20の塔（バーシニャ）がある。

### 宮殿
モスクワ川沿いの河岸段丘には、クレムリン大宮殿（ボリショイ・クレムリョフスキー・ドヴォレッツ）を中心に、グラノヴィータヤ宮殿、テレムノイ宮殿（チェレムノイ宮殿）が林立し、これに、クレムリン大会宮殿（ドヴォレッツ・スエズドフ）や聖堂群が周囲に立てられ一つの建築複合体を形成している。この敷地の東隣はタイニツキー庭園となっている。

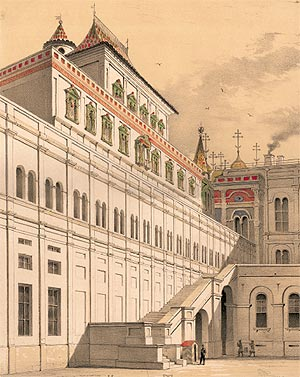
テレムノイ宮殿

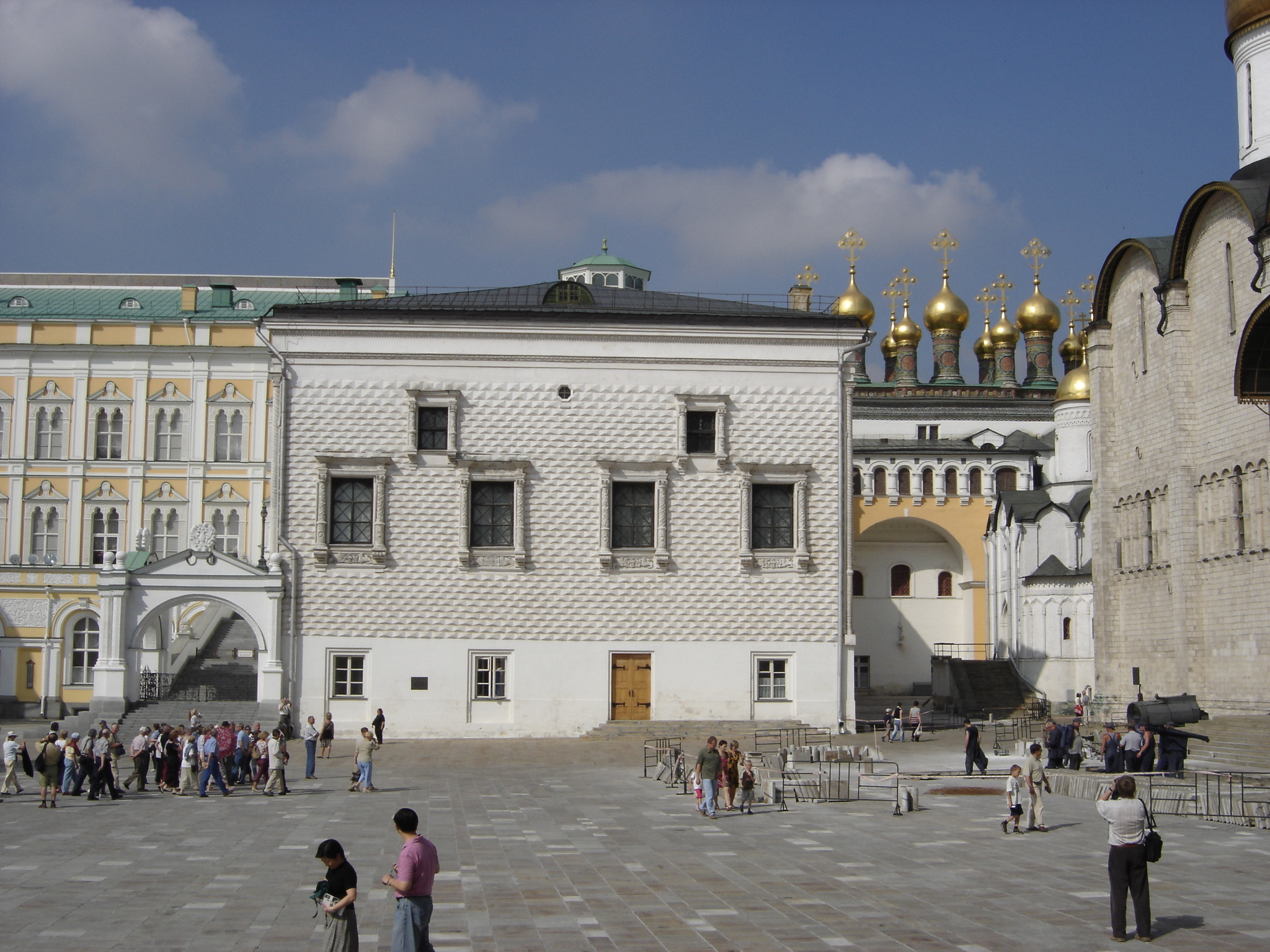
グラノヴィータヤ宮殿（多稜宮）
1481年から1891年にかけて建造された宮殿。イタリア人建築家マルコ・ルッフォ（ロッフォ）とピエトロ・ソラーリによる。ファザードが白い多面体の石で覆われているため、グラノヴィータヤ（多面体、多稜の）の名称が着いた。高さ9メートル、広さ490平方メートルのアーチ構造のホールが内部にある。帝政ロシア時代には、イワン雷帝のカザン占領記念の祝典や、ピョートル大帝のポルタヴァの戦いの勝利祝典など、公式行事やレセプション会場に用いられた。
テレムノイ宮殿（チェレムノイ宮殿）
英米圏では「テレム（テーレム）宮殿」の名称で呼ばれる。「テレムノイ」（露:Теремной）とは、古ルーシの言葉で「高級な住まい」を意味すると言われる。1635年から1636年にかけて造営された、16世紀に建設された2階建ての宮殿の上に3，4階を増築した。この望楼のような屋根裏部屋をテレムと称するとも言われる。この宮殿は、ロシア帝国の歴代皇帝（ツァーリ）の御所であった。五階建てで最上階は寄せ棟造りで、紅白の菱形模様の屋根が敷かれている。四階は控えの間と、玉座の間、寝室などがある。19世紀になってコンスタンチン・トーンにより下層が改装されファサードが変わった。
クレムリン大宮殿（大クレムリン宮殿）

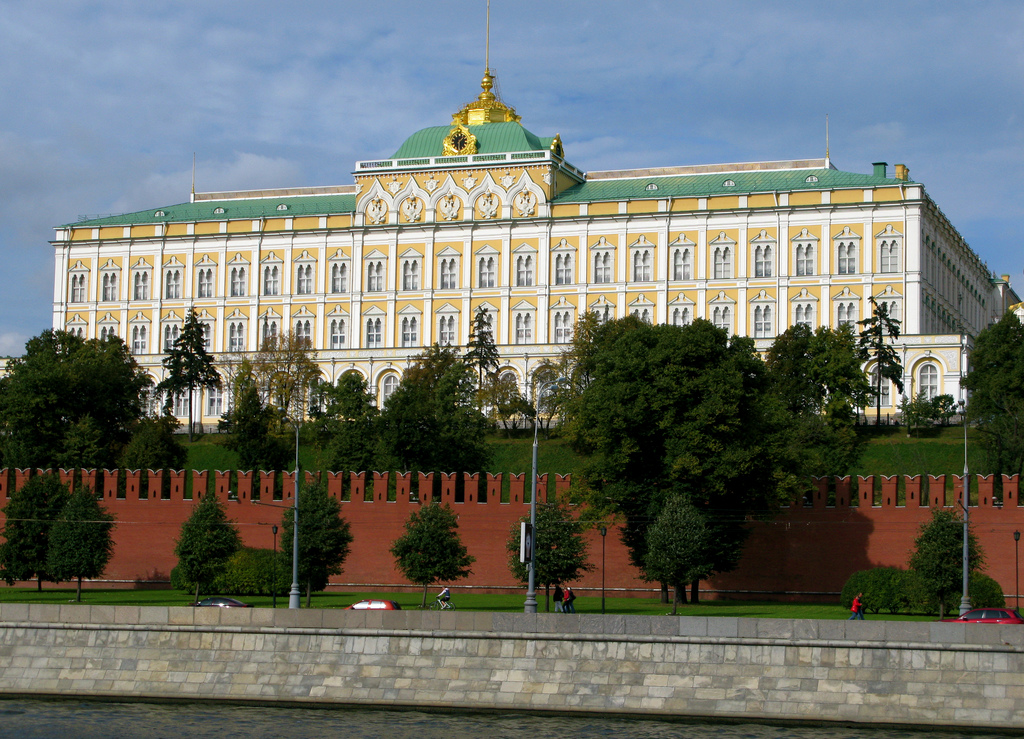
クレムリン大宮殿

1839年から1849年にかけて造営された宮殿。広義のクレムリン大宮殿は、この大宮殿に上述のグラノヴィータ宮、テレムノイ宮殿を合わせたものを指す。全長125メートル、奥行き63メートルの大建築で、外観三階建て、内部二階建てである。
設計・監督はコンスタンチン・トーン（トン）である。トーンは、宮殿建設に当たり、当時の最新技術を導入することに意を用いた。例えば、宮殿の屋根を支えるのに使われたつなぎ梁は銑鉄製であった。このほか、金属製の天井構造や、セメントの導入、亜鉛製空洞柱、銑鉄製床プレート、吊天井構造、暖房設備などが導入された。また、規模と豪華さにおいて、同時期に造営されたヨーロッパ列強の宮廷建築を凌駕している。宮殿には、ウラル山脈から採掘された国産孔雀石、花崗岩などの諸石材が装飾においてアクセントを形成している。このほか、家具、装飾品、織物、シャンデリア、磁器や青銅器などの装飾品は、サンクトペテルブルクやモスクワの工房に特注された逸品である。
一階には、皇帝の私室、二階には、国家行事に使用された大ホールがある。大ホールは、いずれもロシア帝国の主要な勲章にちなんで、エカテリーナの間、ウラジーミルの間、ゲオルギーの間、アレクサンドロフの間、アンドレーエフの間がある。
宮殿南棟の一階は、皇帝一家の私室であり、食事の間、皇后の謁見の間、皇后の執務室、皇后の居間、寝室、皇帝の執務室、皇帝の謁見の間の7室が一直線上に並んでいる。各室の内装は個性に富み、例えば皇后の謁見の間はロココ様式、皇后の執務室はアンピール様式などと伝統と当時の流行が程よく折衷されている。
最高の武勲を立てた軍人に授与される聖ゲオルギー勲章の叙勲式が行われた。クレムリン大宮殿の各ホール中、最も大きく、最も荘重である。全長61メートル、全幅20，5メートル、高さ最大17メートルの威容を誇る。天井には重さ1.3トンの金メッキされたシャンデリアが6基取り付けられている。床は、胡桃、マホガニー、桜、白樺、林檎、梨、白樺、黒檀などの異なる木材で構成される寄木造りとなっている。帝政時代、ソビエト時代、そして現在のロシア連邦を通じて国家的祝典に使用された。
ウラジーミルの間は、楕円形で、帝政時代には皇帝の謁見を待つ貴族のいわば溜の間であった。このほか、外国からの使節を謁見したり、条約調印の会場として使用された。1972年、ニクソン、ブレジネフ両首脳によるSALT1の調印式典でも会場となった。勲章授与式にも使用されている。
アレクサンドロフの間とアンドレーエフの間は1939年に壁を撤去して一つのホールとなり、ソ連最高会議及びロシア・ソビエト連邦社会主義共和国最高会議の議場として使われた。
国立クレムリン宮殿（旧クレムリン大会宮殿）
クレムリン大宮殿の北側、トロイツカヤ塔から入城して右側に位置する。ソビエト時代の1959年から1961年にかけて建設された。ガラス張りのファサードを持つ鉄筋コンクリートで直線的な社会主義モダニズム建築。6000人を収容可能な議事堂で、1961年10月17日に開催された第22回ソ連共産党大会をはじめとする党大会や国際会議などの会場として使用された。建築計画と施工を担当した建築家・技術者グループには功績を称えるレーニン賞が授与されている。ソ連崩壊後は、名称が国立クレムリン宮殿と改称された。1990年クレムリンが世界遺産に登録された際には、この宮殿のみ鉄筋コンクリートとガラス張りという近代性ゆえに世界遺産の指定対象から外された。ボリショイ劇場の第二ステージとしても使用される。
ロシア大統領官邸

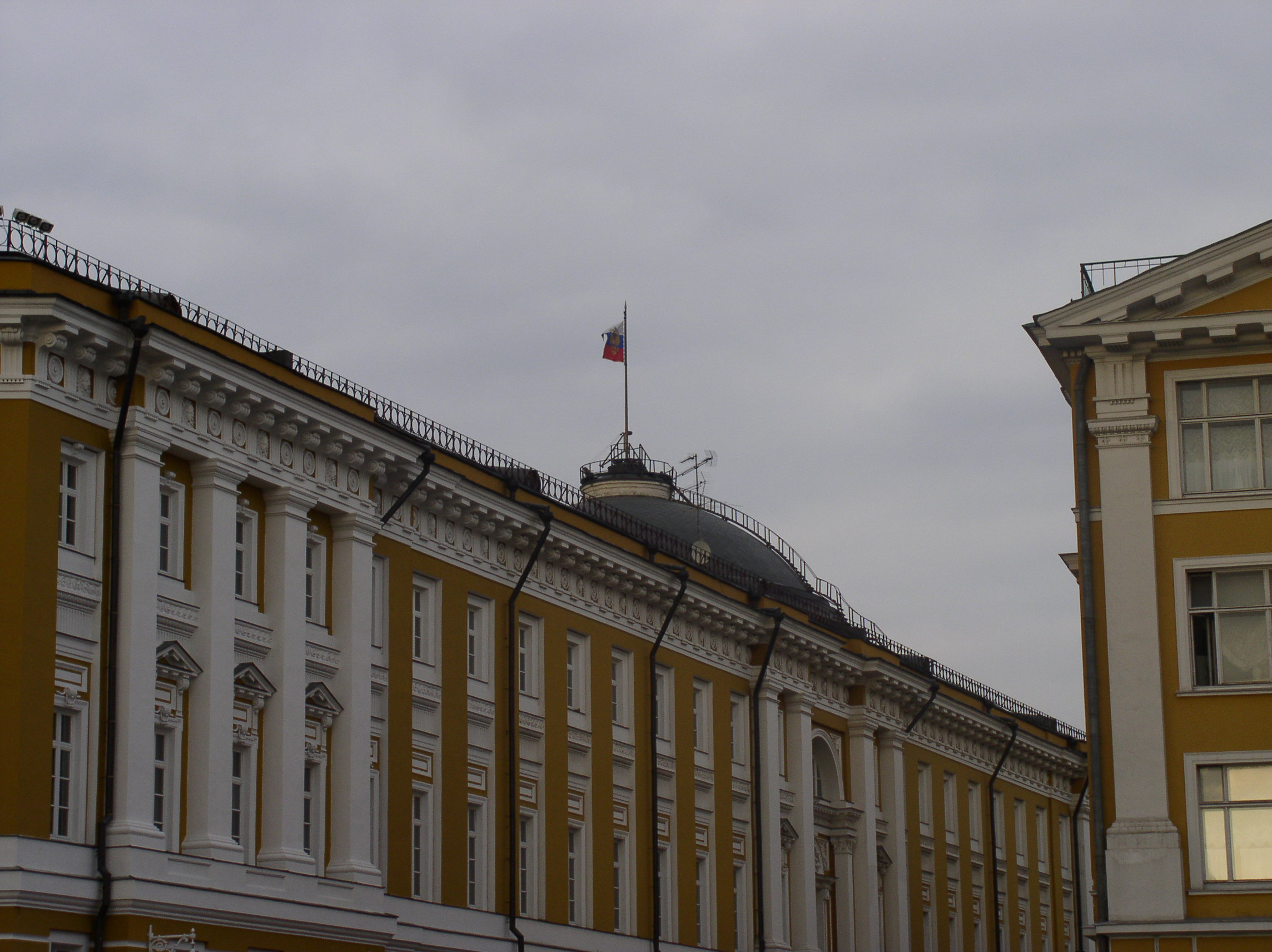
ロシア大統領官邸の入っている旧元老院（カザコフ館）。ソ連時代は共産党書記長の執務室が入っていた。

帝政ロシア時代は、元老院。ソビエト時代には閣僚会議館。元はエカチェリーナ2世の命によりモスクワ地方の貴族の集会場として建設されたもので、設計者マトヴェイ・カザコフの名前を取ってカザコフ館とも呼ばれる。赤の広場に面し、二等辺三角形の平面を持つ。赤の広場から、レーニン廟越しに見ると、カザコフ館のドームが見える。レーニン以来、歴代のソ連指導者の執務室が置かれた。
クレムリン14番館（旧最高会議幹部会・大統領府庁舎）
ソビエト時代にはソ連最高会議幹部会が入居。ソビエト崩壊後はロシア大統領府が入居。
ソ連時代の1932年から1934年にかけて建造された。大統領官邸などの周囲の建物と同じ黄色の外観で調和が取れていた。ウラジーミル・プーチン大統領の命令で2014年から2016年にかけて解体された。
武器庫（武器宮殿、アルジェイナヤ・パラータ）
クレムリンの南西、アレクサンドロフスキー公園に隣接している。設計は、クレムリン大宮殿と同じくコンスタンチン・トーンの手による。武器庫とあるが、後に戦利品やロマノフ家の宝物を保管するようになり、1720年ピョートル大帝の勅令によって美術館となった。コレクションには、13世紀から18世紀の武具・武器、14世紀から19世紀の織物、宮廷衣装、ロマノフ家の馬車などがある。
アルセナール（旧兵器庫）
こちらは、クレムリンの北西、無名戦士の墓に隣接し、トロイツカヤ塔から入城して左側、クレムリン大会宮殿と向かい合っている。現在はクレムリン警備隊の兵舎として利用されている。

### 大聖堂

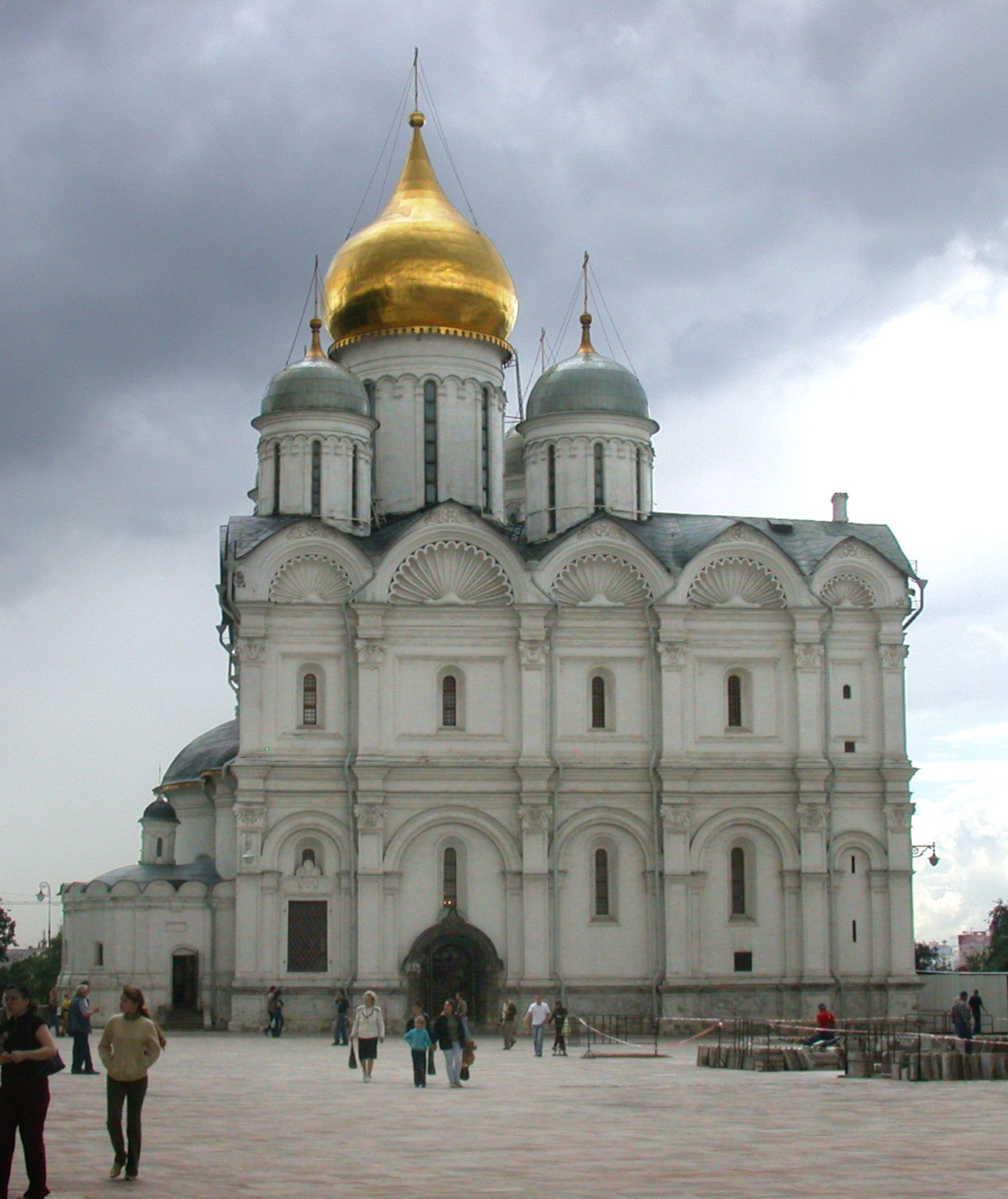
大聖堂広場に面して建つアルハンゲリスキー大聖堂

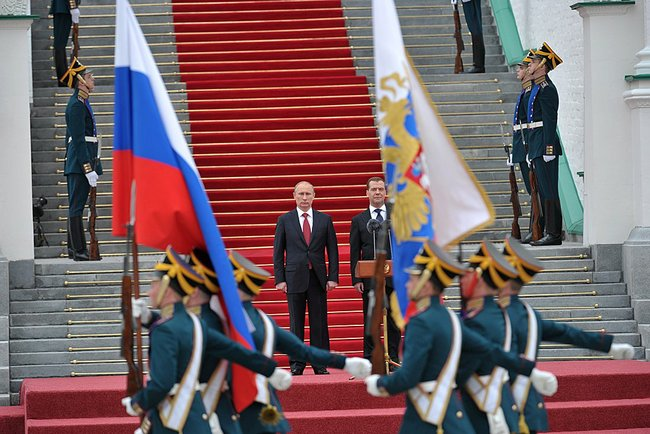
大聖堂広場で行われる、プーチン新大統領によるクレムリン連隊の閲兵式（2012年）

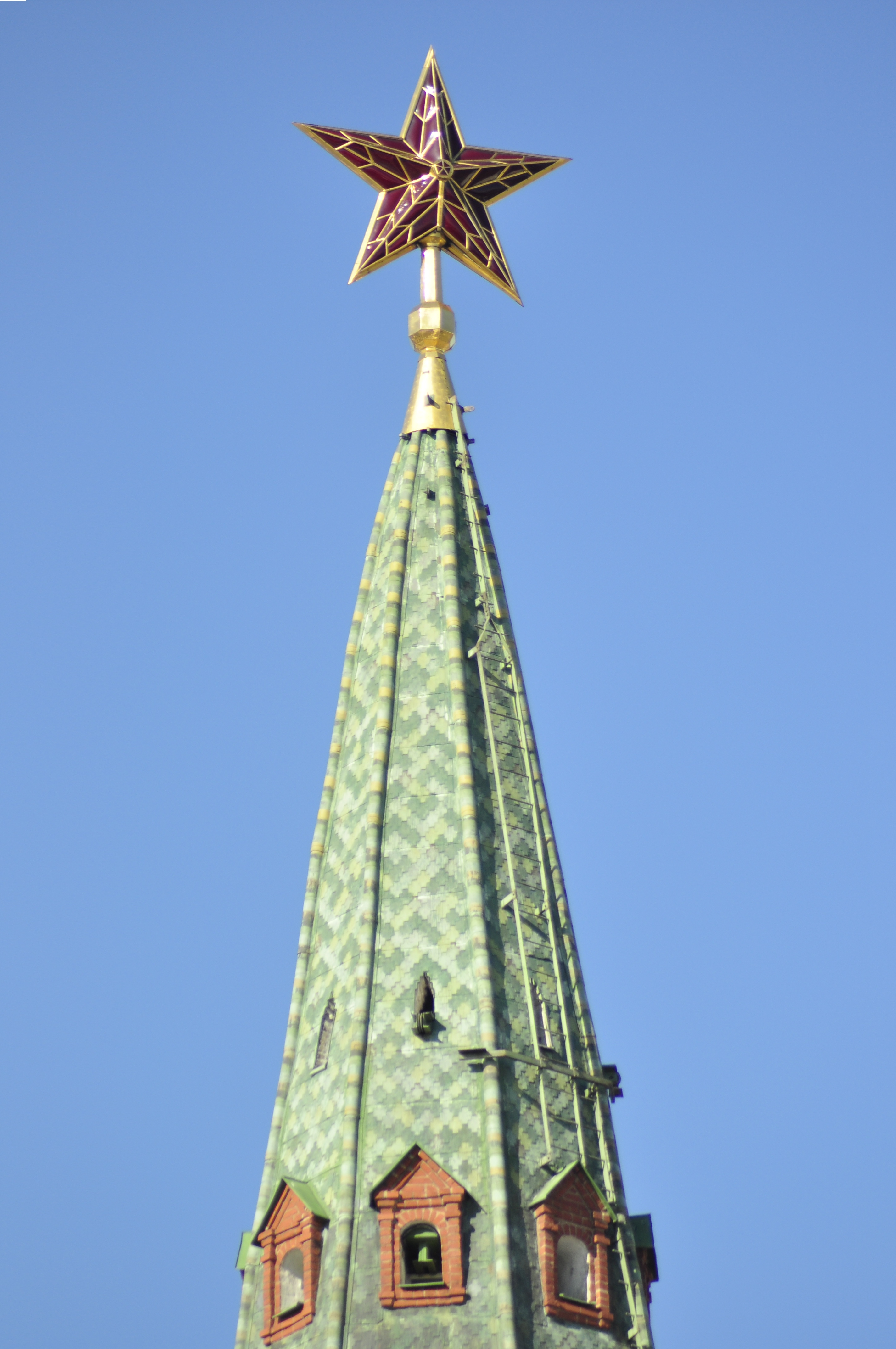
クレムリンの赤い星

クレムリン大宮殿の東側には、ロシア正教会の伽藍が林立する広場があり、大聖堂広場（寺院広場、ソーボルナヤ・プロシチャージ）の名で呼ばれる。
聖天使首大聖堂（アルハンゲリスキー大聖堂）
1505年から1509年にかけて建立。設計はイタリア・ミラノ出身の建築家アルヴィン・ヌオヴォ。5個の丸屋根を持ち、内陣にはタタールのくびきからロシアが解放された絵やイコンによって飾られる。イワン雷帝他歴代皇帝の納骨保管所となっている。
生神女就寝大聖堂（ウスペンスキー大聖堂）
1475年から1479年にかけて建立。設計はイタリアの建築家アリストートル・フィオラヴァンティによる。大聖堂広場の北側・グラノヴィータヤ宮の北隣に位置する。5つのドームを持つ。全高38メートル。内陣はフレスコやイコンによって飾られる。帝政時代には皇帝の戴冠式が挙行された。現在でもロシア連邦大統領就任式でロシア正教会による祝福が行われる場所である。
生神女福音大聖堂（ブラゴヴェシチェンスキー大聖堂）
クレムリン大宮殿の東に隣接する瀟洒な聖堂。1484年から1489年にかけて、ロシア・プスコフの建築家たちによって建立される。現在丸屋根は9個だが、建立当初は1個だった（直ぐに3個に増やされた）。皇帝、皇后の私的な参拝、礼拝所として使用された。
この他、大聖堂広場やクレムリン大宮殿には、総主教宮殿、ヴェルホスパスキー聖堂（祭服教会）、テレムノイ宮殿付属教会、リゾポロジェーニエ教会、十二使徒教会、ラザーリ教会がある。
大聖堂広場の中心には、高さ81メートルのイワン大帝の鐘楼が屹立している。1505年から1508年にイタリア人建築家ポノフリアツィンによって建設され、1532年鐘楼が増築される。21個の鐘があり、その一つウスペンスキーの鐘は、総重量70トン。イワン雷帝の鐘楼の前には、全高6.1メートル、直径6.6メートル、重量200トンの鐘の皇帝（鐘の王様、ツァーリ・コロコル）が置かれている。さらに鐘楼の裏手、イワノフスカヤ広場に面して、大砲の皇帝（大砲の王様、ツァーリ・プーシュカ）が置いてある。この中世における世界最大のカノン砲は、1586年ロシアの兵器工アンドレイ・チョーホフによって鋳造された大砲である。砲身は全長5.3メートル、厚さ15センチ、口径89センチ、重量40トンの怪物級である。但し、この大砲は一度も発射されたことは無い。
なお、聖ワシリイ大聖堂がクレムリン（の大聖堂広場、あるいは城壁内）にあるとよく誤解されるが、実際は城壁外で近隣の赤の広場にある。

### 塔
クレムリンを囲繞する20の尖塔。1937年のロシア革命20周年を記念して、トロイツカヤ塔、ホロヴィツカヤ塔、ヴォドヴズヴォドナヤ塔、スパスカヤ塔、ニコリスカヤ塔の先端には、ルビーガラスで作られた直径3メートルになる赤い星（クレムリンの赤い星）が輝く。
- クタフィヤ塔
- トロイツカヤ（至聖三者）塔
- コメンダンツカヤ（司令官）塔
- オルジェイナヤ（武器庫）塔

- ボロヴィツカヤ（松林）塔
- ヴォドヴズヴォドナヤ（揚水）塔
- ブラゴヴェシチェンスカヤ（受胎告知）塔
- タイニツカヤ（秘密）塔
- 第一ベズイミャンナヤ（無名）塔
- 第二ベズイミャンナヤ（無名）塔
- ペトロフスカヤ塔

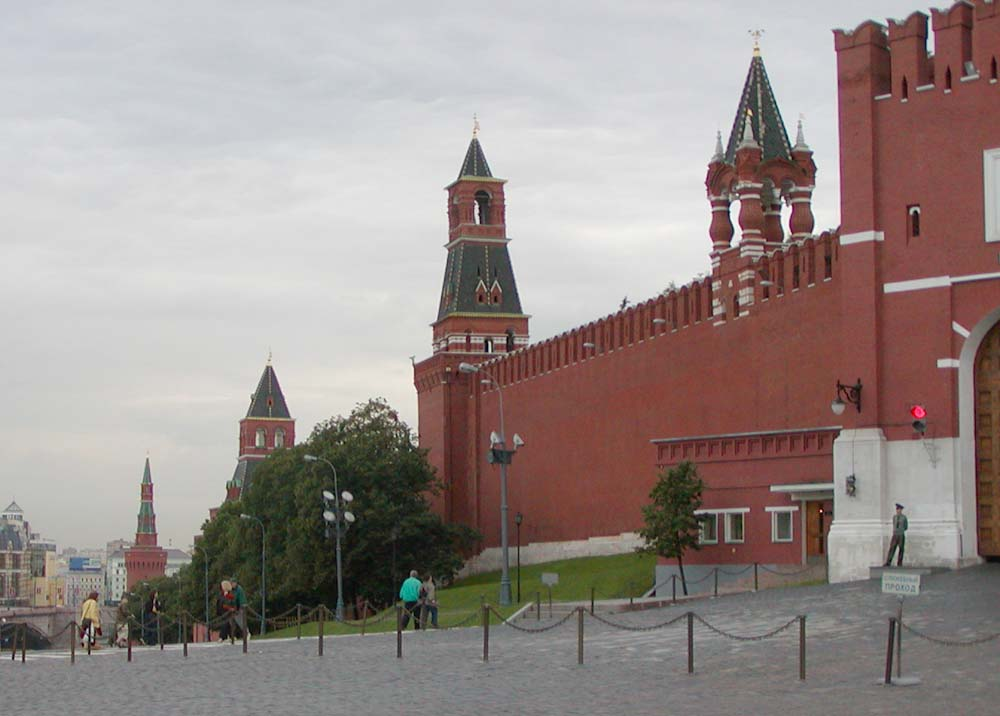
クレムリンの塔

- モスクヴォレツカヤ塔（旧ペクレミシェフスカヤ塔）
- コンスタンチノ・エレニンスカヤ塔
- ナバトナヤ（警鐘）塔

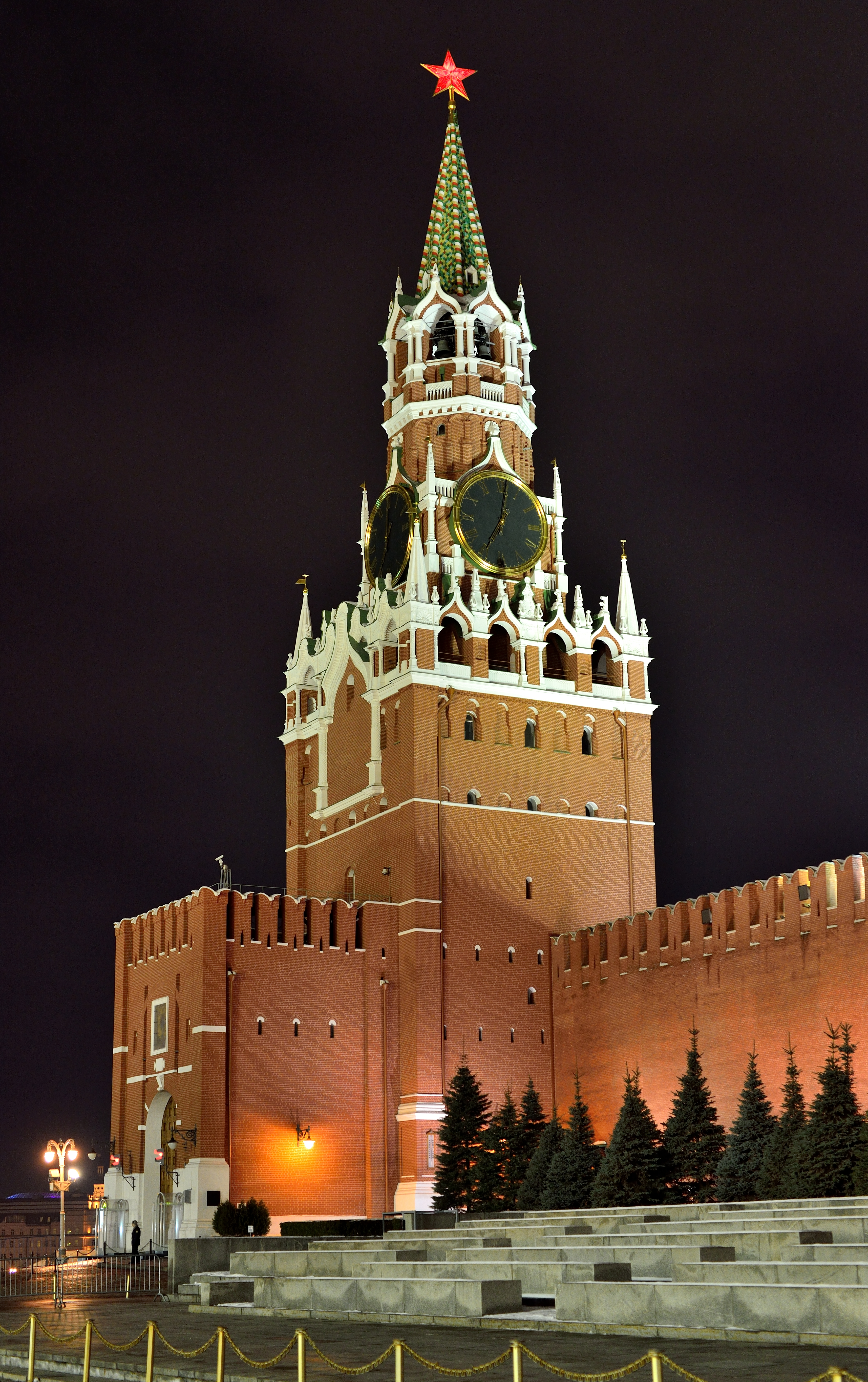
スパスカヤ（救世主）塔,夜

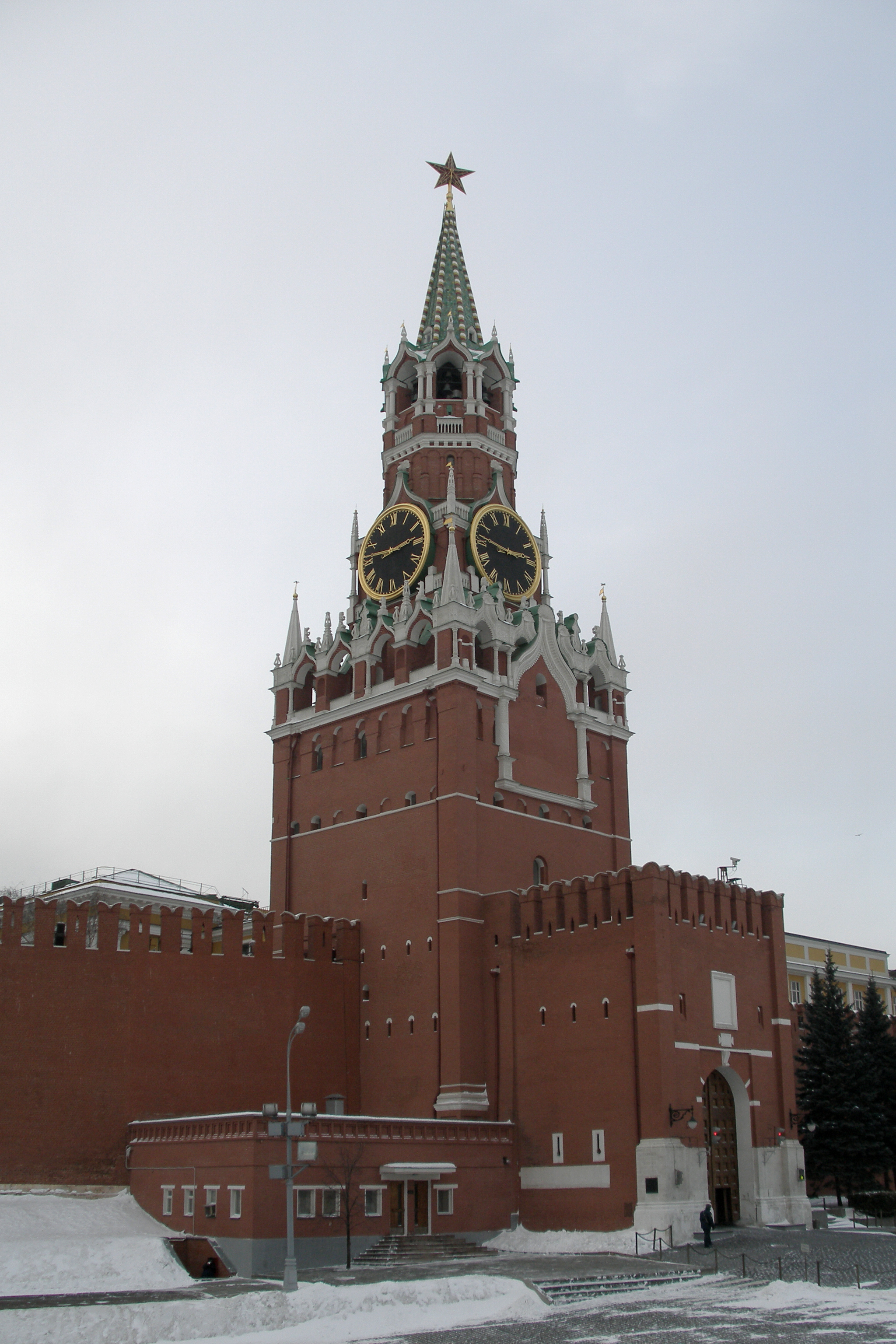
スパスカヤ（救世主）塔

- スパスカヤ（救世主、旧フローロフスカヤ）塔
  - クレムリンと赤の広場を結ぶため、一番格式が高いとされる。高さ約74メートルの偉容を誇り、時計塔となっている。時計（英語版）の文字盤は直径6.12メートル、重量25トン。赤の広場からスパスカヤ塔の下にあるスパスキエ門に入ると、大統領官邸と大統領府に続く。
- ツァールスカヤ（皇帝）塔
- セナツカヤ（元老院）塔
- ニコリスカヤ塔
- ウグロヴァーヤ・アルセナーリャ（角の兵器庫）塔
- スレドニャーヤ・アルセナーリャ（中央兵器庫）塔

## 庭園

### アレクサンドロフスキー庭園
アレクサンドロフスキー庭園（Александровский сад）は、クレムリンの北西部に沿って伸びるモスクワ最古の公立公園。
1812年ロシア戦役でモスクワがナポレオンの大陸軍に占領された際、モスクワ市街は数日間にわたる大火で全焼した。大陸軍の退却後、皇帝アレクサンドル1世はモスクワ再建を開始したが、クレムリンの下を流れるネグリンナヤ川の汚染がかねてから激しかったことから地下水路化することにし、川の跡地に庭園を造らせることにした。これがアレクサンドロフスキー庭園である。設計はオシップ・ボーヴェ。1819年から建設が始まり、1823年に完成した。
庭園は、北から上・中・下の庭園に分かれている。クレムリン北端の革命広場に面したウグロヴァーヤ・アルセナーリャ塔からトロイツカヤ塔までの間は「上の庭園」で、1967年に大祖国戦争の戦死者のために築かれた「無名戦士の墓」、イタリア風の洞窟（グロット）、マネージ広場との間にある噴水、ロマノフ王朝300周年を記念して建てられたオベリスク、モスクワ総主教ゲルモゲンの記念碑、薔薇園などがある。トロイツカヤ塔からボロヴィツカヤ塔までの間は「中の庭園」で、トロイツカヤ塔からクレムリンへの入場券売り場や、アレクサンドル1世記念碑が立つ、木立に囲まれた公園である。ボロヴィツカヤ塔からクレムリン南端のモスクワ川に面したヴォドヴズヴォドナヤ塔までの短い区間は「下の庭園」で、遊歩道のない森だけがある。

## 登録基準

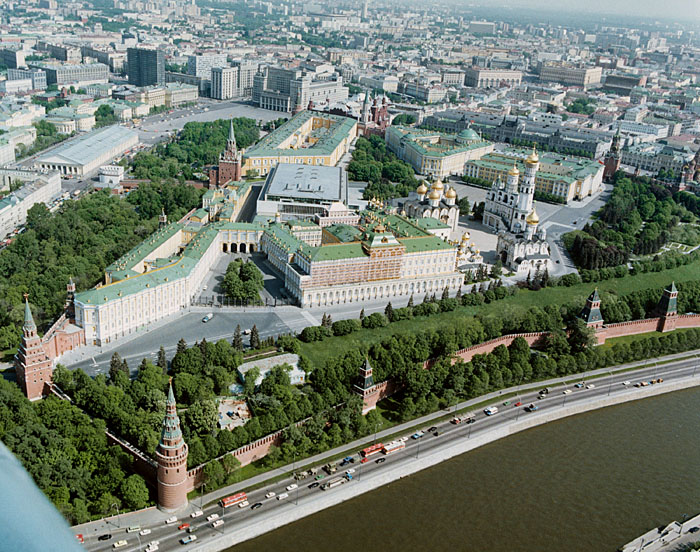
クレムリン空撮

この世界遺産は世界遺産登録基準のうち、以下の条件を満たし、登録された（以下の基準は世界遺産センター公表の登録基準からの翻訳、引用である）。
- (1) 人類の創造的才能を表現する傑作。
- (2) ある期間を通じてまたはある文化圏において、建築、技術、記念碑的芸術、都市計画、景観デザインの発展に関し、人類の価値の重要な交流を示すもの。
- (4) 人類の歴史上重要な時代を例証する建築様式、建築物群、技術の集積または景観の優れた例。
- (6) 顕著で普遍的な意義を有する出来事、現存する伝統、思想、信仰または芸術的、文学的作品と直接にまたは明白に関連するもの（この基準は他の基準と組み合わせて用いるのが望ましいと世界遺産委員会は考えている）。